# Districte de Gelnica
El districte de Gelnica - (eslovac) Okres Gelnica - és un dels 79 districtes d'Eslovàquia. Es troba a la regió de Košice, a l'est del país. Té una superfície de 584,43 km², i el 2013 tenia 31.421 habitants. La capital és Gelnica.

## Demografia
| Godina             | 1994   | 2004   | 2014   | 2024   |
| ------------------ | ------ | ------ | ------ | ------ |
| Nombre de persones | 30.034 | 31.006 | 31.504 | 31.787 |
| Diferència         |        | +3,23% | +1,60% | +0,89% |

| Godina             | 2023   | 2024   |
| ------------------ | ------ | ------ |
| Nombre de persones | 31.736 | 31.787 |
| Diferència         |        | +0,16% |

## Llista de municipis

### Ciutats
- Gelnica

### Pobles
Helcmanovce · Henclová · Hrišovce · Jaklovce · Kluknava · Kojšov · Margecany · Mníšek nad Hnilcom · Nálepkovo · Prakovce · Richnava · Smolnícka Huta · Smolník · Stará Voda · Švedlár · Úhorná · Veľký Folkmar · Závadka · Žakarovce
1. 1 2  «Počet obyvateľov podľa pohlavia - obce (ročne) [om7102rr_obce=AREAS_SK]».   Statistical Office of the Slovak Republic, 31-03-2025. [Consulta: 31 març 2025].